# Selkirk (Kanada)
Selkirk – miasto w Kanadzie, w prowincji Manitoba, położone w odległości ok. 20 km od stolicy prowincji - miasta Winnipeg. W 2006 r. miasto to na powierzchni 24,71 km² zamieszkiwało 9 515 osób. Ze stolicą prowincji miasto łączy autostrada nr 9.
Nazwa miasta pochodzi od Thomasa Douglasa, 5. hrabiego Selkirk, który zawarł umowę (tzw. Koncesja Selkirka) na utworzenie kolonii w rejonie rzeki Red River. Pierwsi koloniści osiedlili się w tym rejonie w roku 1813.
Z miasta Selkirk pochodzi Ellen Reid, członek zespołu rockowego Crash Test Dummies.